# لويس كنودسون
لويس كنودسون (بالإنجليزية: Lewis Knudson)‏ هو عالم نبات أمريكي، ولد في 15 أكتوبر 1884 في ميلواكي في الولايات المتحدة، وتوفي في 31 أغسطس 1958 في Ithaca ‏.